# Doullens
Doullens (a veces también llamada Dourlens en los documentos antiguos) es una población y comuna francesa, situada en la región de Picardía, departamento de Somme.

## Historia
La villa fue ocupada por España entre 1595 y 1598, durante el final de las guerras de religión en Francia.
El campanario de la ancienne maison communale es uno de los elementos incluidos en el bien cultural "Campanarios de Bélgica y de Francia", inscrito en 1999 en la lista de Patrimonio de la Humanidad de la Unesco.

## Demografía
| 3 000           | 2 946 | 3 457 | 3 504 | 4 294 | 3 912 | 4 382 | 4 357 | 4 527 | 4 930 | 4 706 | 4 749 | 4 810 | 4 647 | 4 378 | 4 631 | 4 575 | 5 253 | 5 927 | 6 075 | 5 804 | 5 699 | 5 705 | 5 770 | 5 404 | 6 169 | 6 321 | 7 119 | 7 495 | 7 054 | 6 615 | 6 279 | 6 283 |
| (Fuente: INSEE) |       |       |       |       |       |       |       |       |       |       |       |       |       |       |       |       |       |       |       |       |       |       |       |       |       |       |       |       |       |       |       |       |